# Tălpigi
Tălpigi – wieś w Rumunii, w okręgu Gałacz, w gminie Ghidigeni. W 2011 roku liczyła 1889 mieszkańców.